# Valencias MotoGP 2009

Circuit de la Comunitat Valenciana Ricardo Tormo

Valencias MotoGP 2009 kördes den 8 november på Circuit de la Comunitat Valenciana Ricardo Tormo och var den sista omgången i världsmästerskapen i Roadracing 2009. Det var sista loppet i klassen 250cc, som ersattes av Moto2 från och med 2010. MotoGP-racet vanns av Dani Pedrosa.

## MotoGP

### Resultat
| Pl. | Förare           | Märke    | Grid | Kvaltid  |
| --- | ---------------- | -------- | ---- | -------- |
| 1   | Dani Pedrosa     | Honda    | 2    | 1.32,561 |
| 2   | Valentino Rossi  | Yamaha   | 4    | 1.32,922 |
| 3   | Jorge Lorenzo    | Yamaha   | 3    | 1.32,537 |
| 4   | Colin Edwards    | Yamaha   | 5    | 1.33,085 |
| 5   | Nicky Hayden     | Ducati   | 6    | 1.33,154 |
| 6   | Toni Elías       | Honda    | 8    | 1.33,475 |
| 7   | Ben Spies        | Yamaha   | 9    | 1.33,539 |
| 8   | Andrea Dovizioso | Honda    | 10   | 1.33,678 |
| 9   | Mika Kallio      | Ducati   | 11   | 1.33,809 |
| 10  | Alex de Angelis  | Honda    | 12   | 1.33,844 |
| 11  | Randy de Puniet  | Kawasaki | 7    | 1.33,391 |
| 12  | James Toseland   | Yamaha   | 14   | 1.34,107 |
| 13  | Aleix Espargaró  | Ducati   | 16   | 1.34,308 |
| 14  | Loris Capirossi  | Suzuki   | 13   | 1.34,097 |
| 15  | Chris Vermeulen  | Suzuki   | 18   | 1.34,537 |
| 16  | Gábor Talmácsi   | Honda    | 17   | 1.34,357 |
| 17  | Marco Melandri   | Kawasaki | 15   | 1.34,188 |
| 18  | Casey Stoner     | Ducati   | 1    | 1.32,256 |